# Triumph TT600
La Triumph TT600 est une moto sportive construite par la firme britannique Triumph.
Elle apparaît en 2000. Triumph veut concurrencer sur leurs créneaux les supersports japonaises tels que les R6, 600 CBR, 600 GSX-R ou autres Kawasaki 600 Ninja. En effet, la montée en puissance du Championnat du monde de Supersport fait de cette catégorie une vitrine technologique pour les constructeurs.
La TT600 arrive donc sur le marché avec de sérieux arguments. Quelques "bonnes fées" anglaises se sont penchées sur son berceau : Cosworth a participé à l'étude de carters à la fois très fins et très résistants, Lotus a optimisé le haut moteur. Ce moteur n'est pas un trois cylindres, comme on aurait pu en attendre des ingénieurs d'Hinckley. Sous le carénage se cache un quatre cylindres en ligne double arbre à cames développant 110 ch pour emmener les 170 kg. En outre, elle est la première de sa catégorie à utiliser une alimentation par injection électronique (avec la très confidentielle Bimota YB9), les autres se contentant de carburateurs.
La partie cycle est, elle aussi, à l'avenant. Le cadre est de type périmétrique en aluminium. Pour un gain de poids maximal, les jantes sont elles aussi en aluminium. Les freins assurent un travail honnête, les deux disques avant de 310 mm de diamètre sont pincés par des étriers Nissin à quatre pistons, le disque arrière de 220 mm par un étrier double pistons.
Sur route, elle se montre confortable pour une sportive, très stable et avec un comportement très sain. Le moteur souffre d'accoups à bas régime.
Cette moto bénéficia même d'une coupe monomarque à son nom : la TT600 Cup.
Globalement, la TT600 joue dans la même cour que ses rivales potentielles. Et c'est probablement pour cette raison que ce ne fut pas un succès commercial. La forme globale du carénage reprend celle de la CBR, le moteur est aussi linéaire et sans caractère que celui de ses concurrentes. Ses détracteurs disent que c'est la plus japonaise des anglaises.
Elle est remplacée en 2004 par la Daytona 600 qui ne connaîtra pas une carrière commerciale plus glorieuse.
Les différentes couleurs disponibles :
- 2000 : Tornado Red/Aluminium Silver et Jet Black/Racing Yellow ;
- 2001 : Caspian Blue, Caspian Blue/Aluminium Silver et Racing Yellow ;
- 2002 : Caspian Blue, Racing Yellow et Jet Black ;
- 2003 : Jet Black, Tornado Red et Aluminium Silver.